# 일반세
일반세(一般稅)는 조세의 지출용도를 정하지 않고 징수하는 세금이다.

## 종류
- 소득세: 소득세에는 개인소득에 부과되는 개인소득세와 법인의 수익에 부과되는 법인소득세가 있다. 개인소득세는 누진세율을 적용하고, 일정 소득이하인 사람에게는 조세를 면제해 주거나 저소득층일수록 보다 많은 조세감면 혜택을 부여하여 소득계층간 소득재분배 효과가 가장 크다.

- 소비세: 소비세는 상품을 소비할 때 부과된다. 소비세는 모든 상품에 단일세율을 부과하는 일반소비세와 특정 상품에만 부과하는 특별소비세로 분류된다. 일반소비세는 소득에 관계없이 상품을 소비할 때 동일한 세금을 부담해야 하므로 소득역진성이 강하다. 특별소비세는 주로 사치품에 부과되는데, 사치품의 주된 소비자가 중상위계층이기 때문에 소득역진성 일반 소비세보다 작다. 우리나라의 부가가치세도 소비세의 하나인데, 부가가치세는 생산 단계에서부터 최종 소비 단계까지 부과되는 것이 특징이다.

- 재산세: 재산세는 소유 재산에 부과되는 세금으로서 지방정부의 주요 재원이다. 재산세는 대개 단일 세율이 적용되며, 세금의 부과기준이 되는 재산의 가치를 시가로 계산하기 어려운 문제가 있다.

## 참고자료
- 원석조(2007), 사회복지정책론,공동체

## 같이 보기
- 세금
- 소득재분배